# Slatina (Hradec Králové)
Slatina (německy Slatina) je místní část a současně katastrální území statutárního města Hradec Králové, nachází se na severovýchodě města. Prochází zde silnice II/308 a působí zde komise místní samosprávy Slatina.
Slatina leží v katastrálním území Slatina u Hradce Králové o rozloze 4,11 km2.
Ve Slatině se nachází pomník obětem první světové války z roku 1923.